# Радибош
Радибош (болг. Радибош) — село в Болгарии. Находится в Перникской области, входит в общину Радомир. Население составляет 44 человека.

## Политическая ситуация
Радибош подчиняется непосредственно общине и не имеет своего кмета.
Кмет (мэр) общины Радомир — Красимир Светозаров Борисов (Болгарская социалистическая партия (БСП)) по результатам выборов в правление общины.